# Samuel Nkuah-Boateng
Samuel Nkuah-Boateng (ur. 6 maja 1968 w Sefwi Bosomoiso) – ghański duchowny katolicki, biskup Wiawso od 2023.

## Życiorys

### Prezbiterat
Święcenia kapłańskie przyjął 28 lipca 2001 i został inkardynowany do diecezji Wiawso. Był m.in. sekretarzem biskupim, przewodniczącym stowarzyszenia kapłanów diecezjalnych, a także dyrektorem ośrodka duszpastersko-formacyjnego.

### Episkopat
26 stycznia 2023 papież Franciszek mianował go biskupem ordynariuszem Wiawso. Sakry udzielił mu 21 kwietnia 2023 nuncjusz apostolski w Ghanie – arcybiskup Henryk Jagodziński.